# 七井駅
七井駅（なないえき）は、栃木県芳賀郡益子町大字大沢にある真岡鐵道真岡線の駅である。

## 歴史
- 1913年（大正2年）7月11日：官設鉄道（国鉄）の駅として開業[1][2]。開業当時は終着駅だった[1]。
- 1920年（大正9年）12月15日：当駅 - 茂木間（13.5 km）の延伸開業により、中間駅となる[1]。
- 1970年（昭和45年）3月15日：業務委託駅となる（ただし、早朝と夕方以降は無人）[3]。
- 1975年（昭和50年）4月21日：車扱貨物廃止[4]。駅員無配置駅となる[5]。
- 1987年（昭和62年）4月1日：国鉄分割民営化により、東日本旅客鉄道（JR東日本）の駅となる[2]。
- 1988年（昭和63年） 
  - 3月31日：委託解除、無人化。
  - 4月11日：真岡鐵道に転換[1][2]。同時に交換設備が復活[1]。
- 2000年（平成12年）3月：旧駅舎が放火で焼失したため現駅舎に改築。

## 駅構造

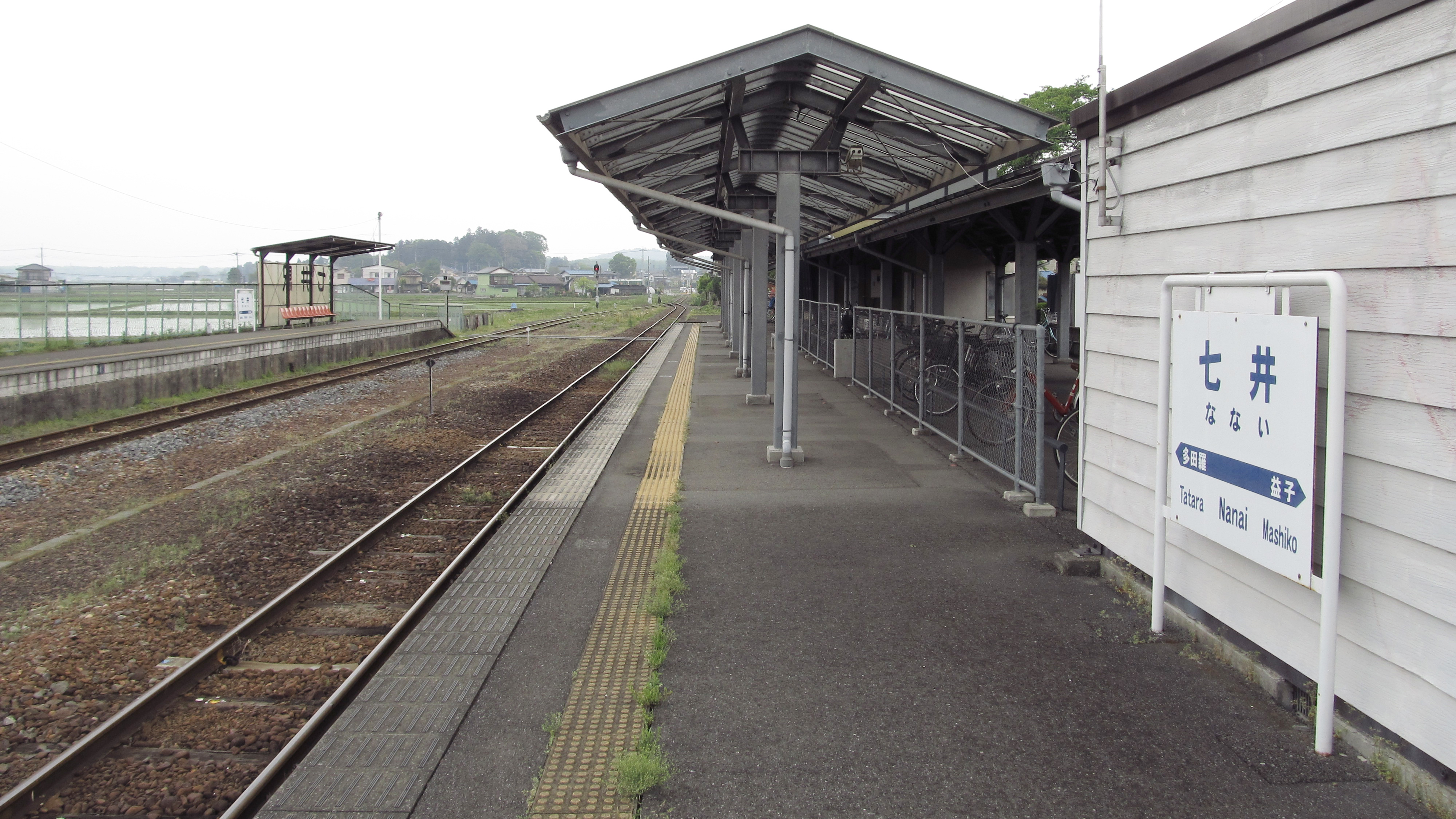
ホーム（2014年5月）

相対式ホーム2面2線を有する地上駅で無人駅。二階建ての駅舎がある。茂木寄りに構内踏切があり、茂木方面ホームには屋根付ベンチがある。
側線に保線車輌が留置されている。
国鉄時代、駅舎側ホーム中程に、手信号代用器が設置されていた（現在は撤去）。

## 利用状況
近年の一日平均乗車人員の推移は下記のとおり。
| 乗車人員推移 | 乗車人員推移    |
| 年度         | 1日平均乗車人員 |
| ------------ | --------------- |
| 2007         | 172             |
| 2008         | 211             |
| 2009         | 179             |
| 2010         | 163             |
| 2011         | 164             |
| 2012         | 188             |
| 2013         | 163             |
| 2014         | 162             |
| 2015         | 143             |
| 2016         | 176             |
| 2017         | 168             |
| 2018         | 177             |
| 2019         | 144             |

## 駅周辺
- 国道123号
- 益子町立七井小学校
- 七井郵便局
- 益子町北公園
- ベイシアスーパーセンター 益子店
- 栃木県立益子芳星高等学校

### バス路線
駅前より栃木県道111号七井停車場線を200メートルほど進んだところに関東自動車七井駅前バス停留所がある。
| 系統 | 主要経由地               | 行先       | 運行会社   | 備考 |
| ---- | ------------------------ | ---------- | ---------- | ---- |
|      | 陶芸メッセ入口           | 益子駅前   | 関東自動車 |      |
|      | 東高橋、鐺山、JR宇都宮駅 | 宇都宮東武 | 関東自動車 |      |

## 隣の駅
真岡鐵道
■真岡線
「SLもおか」停車駅
益子駅 - 七井駅 - 多田羅駅